# Carolina Yes
Carolina Yes is een Deense stripreeks uit de jaren 1960 die als krantenstrip verscheen. Ze werd geschreven door Jørgen Sonnergaard en getekend door de Spanjaard Francisco Cueto, die ondertekende met "Cueto". De reeks werd gedistribueerd door PIB (Presse-Illustrations-Bureau) uit Kopenhagen.
Het hoofdpersonage, Carolina Yes, is een geheim agente van de organisatie "Internationale Strijd Tegen Misdaad" (ISTM). Samen met haar vriend Steve "lost ze alle mysteries op". Het personage van Carolina Yes is te vergelijken met dat van Modesty Blaise: een vrouwelijke tegenhanger van James Bond.
De reeks verscheen in Nederland in de Nieuwe Leidse Courant vanaf maandag 11 november 1968 tot in 1970.